# Guntersville
Guntersville ist eine City mit 8553  Einwohnern (Stand: Volkszählung 2020) im sowie Verwaltungssitz von Marshall County, Alabama, USA.

## Geographie
Guntersville liegt auf einer Halbinsel am Ende der Alabama State Route 69, am Südufer des größten Sees Alabamas, des Lake Guntersville. Bei diesem handelt es sich um einen Stausee des Tennessee River, der sich etwa 50 km südöstlich von Huntsville und etwa 10 km nordwestlich von Albertville befindet.

## Geschichte
Gegründet wurde die Stadt von ihrem Namensgeber John Gunter (1765–1835) im späten 18. Jahrhundert am Ufer des Tennessee Rivers; sie hieß bis 1854 Gunter’s Landing. Gunter erreichte als einer der ersten weißen Siedler 1785 die Gegend und heiratete eine Cherokee. Die Cherokee traten das Land im Jahr 1835 im Vertrag von New Echota an die Vereinigten Staaten ab. Drei Jahre später diente der Ort zur Einschiffung für die Deportation der Indianer im Pfad der Tränen. Nachdem Guntersville nach einigem Hin und Her in einer Wahl 1848 endgültig als County Seat bestimmt wurde, erhielt es den Status einer eigenständigen Gebietskörperschaft. Während des Sezessionskrieges waren die Bewohner der Stadt nur mäßig begeistert für die Sache der Konföderation. Dennoch wurde der Ort im Juli 1862 durch Unionstruppen bis auf sieben Gebäude zerstört.
Wegen der verkehrsgünstigen Uferlage erholte sich die Stadt nach dem Bürgerkrieg rasch von den Verwüstungen. Im Jahr 1885 wurde die  elektrische Straßenbeleuchtung eingeführt und 1889 folgte der Anschluss an das Telefonnetz. Die Eisenbahnstrecke der Nashville, Chattanooga and St. Louis Railway erreichte 1892 die Stadt. In den 1930er Jahren errichtete die vor dem Hintergrund des New Deals entstandene Tennessee Valley Authority einen hydroelektrischen Staudamm in unmittelbarer Nähe zu Guntersville. Die Stadt erhielt dadurch kostengünstigen Strom und profitierte wirtschaftlich vom Guntersville Hydroelectric Project in Form von Arbeitsplätzen. Durch den Staudamm entstand der Lake Guntersville, der den Ort von drei Seiten umgibt und ein beliebtes Naherholungsgebiet ist.

## Kultur und Sehenswürdigkeiten
Acht Bauwerke und Stätten in Guntersville sind im National Register of Historic Places („Nationales Verzeichnis historischer Orte“; NRHP) eingetragen (Stand 7. Dezember 2019), darunter das Guntersville Hydroelectric Project und der Downtown Guntersville Historic District.

## Persönlichkeiten
- Joe Starnes (1895–1962), Politiker